# 大紅袍

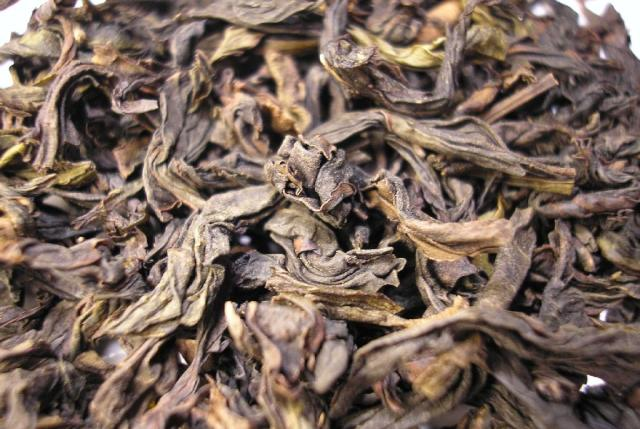
大紅袍の茶葉

大紅袍（だいこうほう）は、中華人民共和国福建省北部の武夷山市で生産される茶の一種。武夷岩茶の一種であり、青茶に分類される。
武夷岩茶のなかでも最も有名な銘柄であり、青茶を代表する茶である。

## 概要
明の末期に植えられた樹齢400年の茶樹から作られる。この茶樹には管理人がいることでも知られるが、2006年時点では管理人はいないという説もある。
大紅袍品種のみで作られた「純種大紅袍」とさまざまな品種をブレンドした「大紅袍」とがあり、多く流通しているのは後者である。また、樹齢400年の大紅袍母樹から採取した新茶の量は年間1キログラムほどで、3分の1が北京市の中国共産党中枢へ、3分の1が武夷山市人民政府へ、残る3分の1は国が主催するオークションにかけられる。このオークションでは過去に20グラムに250万円の落札価格がついたこともある。
一般的に出回っているものは、大紅袍品種からの挿し木で増やされた茶樹か、そこから再び挿し木で増やされた孫世代の茶樹から摘まれた茶である。こちらでも香港では50グラムで7万円の価格で販売されている。日本でもテレビなどで取り上げられた影響で「大紅袍」の茶葉が出回っているが、真贋のほどは定かではない。
大紅袍の発酵状態は「三紅七緑」とも呼ばれ、これは最高の発酵状態とされる。
過去には、大紅袍は山の神の所有物として崇拝を集め、風が吹いておちた葉を拾っては「薬」として珍重する、茶摘みの時期になると祭壇を設け経文を捧げてから専用の道具で製茶を行うといったこともされていた。

## 名前の由来
以下のような逸話が語られている。
難病に苦しんでいたある貴人が、この茶を取り寄せ、煎じて飲んだところ、たちどころに快癒した。感激した貴人は、当時は高位の者にだけ許されていた紅い外套を使者に持たせ、茶樹にかけて大切に育てるよう、村人に言い渡した。

## 製品化
日本では、サントリーとルピシアが提携し、数量限定で「サントリー 烏龍茶 大紅袍」を2007年、2008年、2009年に発売し、話題とになった。